# برنارد تايلور (جندي)
برنارد تايلور (بالإنجليزية: Bernard Taylor)‏ هو جندي أمريكي، ولد في 1844 في سانت لويس في الولايات المتحدة، وتوفي في 14 أبريل 1875 في كامب فيردي في الولايات المتحدة.